# Martin Eberhard Dorn

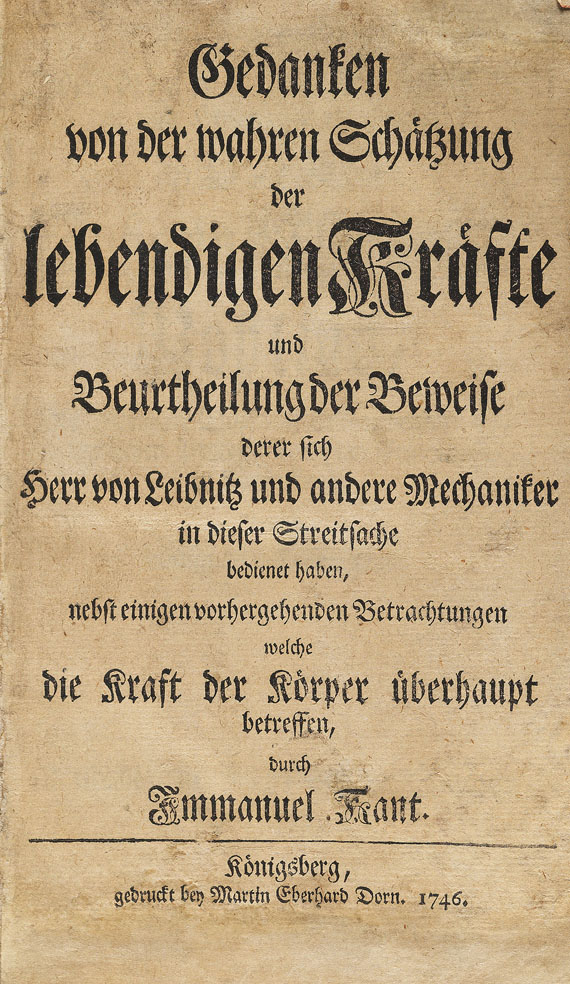
Gedanken von der wahren Schätzung der lebendigen Kräfte

Martin Eberhard Dorn (* 6. Juli 1710 in Königsberg; † 1752) war ein deutscher Buchdrucker und Verleger in Königsberg.

## Leben und Wirken
Martin Eberhard Dorn wurde am 6. Juli 1710 in Königsberg als Sohn des Schriftstellers Levin Heinrich Dorn und dessen Frau Christina Bergmann geboren. Seine Taufe fand am 7. Juli in der Löbenichter Kirche statt. Er erlernte den Beruf des Buchdruckers. Seine Schaffenszeit wird von 1740 bis 1751 angegeben. Am 10. Juli 1740 heiratete er in Löbenicht die Jungfer Barbara Elisabeth Austigall, Tochter des Papiermachers Emanuel Austigall in Ludwigsort. Im Jahre 1746 veröffentlichte er die Erstausgabe „Gedanken von der wahren Schätzung der lebendigen Kräfte…“ von Immanuel Kant.
1749–1750 druckte er die Zeitschrift „Daphne“ für Johann Georg Hamann.